# Huis ten Bosch
Pour les articles homonymes, voir Huis ten Bosch (homonymie).
La Huis ten Bosch (prononcé en néerlandais : [ˌɦœys tɛm ˈbɔs] ; « Maison au Bois ») est un palais royal néerlandais situé à La Haye. Construit selon les plans de Pieter Post dans le bois de La Haye (Haagse Bos), le palais est la résidence principale du roi des Pays-Bas.

## Histoire
En 1645, la construction débute pour loger Amélie de Solms-Braunfels, femme du stathouder Frédéric-Henri d'Orange-Nassau, prince d'Orange. Le palais est conçu à l'origine par l'architecte Pieter Post.
À la mort de Frédéric-Henri en 1647, sa femme, Amélie de Solms-Braunfels, fait de la Huis ten Bosch un mausolée. Conduits par Jacob van Campen, de grands artistes de l'époque comme Gerrit van Honthorst, Jacob Jordaens ou Jan Lievens remplissent l'Oranjezaal (la Salle Orange) de peintures à la gloire du stathouder. Albertine Agnes, la fille de Frédéric-Henri, vend la maison à son neveu Guillaume III d'Orange. Celui-ci étant mort sans héritier en 1702, elle passe à Frédéric Ier de Prusse, plus proche héritier de Frédéric-Henri de Nassau. Son petit-fils, Frédéric le Grand, le rend en 1732 à la maison d'Orange-Nassau. Le stathouder Guillaume IV rénove en profondeur le Huis ten Bosch. L'architecte français Daniel Marot ajoute deux ailes — appelées Haagse vleugel (l'aile de La Haye) et Wassenaarse vleugel (l'aile de Wassenaar) — et agrandit la salle de réception du palais. 
Guillaume IV et Guillaume V, le dernier stathouder, ont régulièrement résidé au Huis ten Bosch jusqu'à la révolution batave de 1795 et l'invasion française. Le palais est confisqué par les Français qui le donnent à la « nation batave ». C'est toujours le cas aujourd'hui. Le mobilier est vendu en grande partie. La Huis ten Bosch sert alors de prison puis de musée jusqu'à ce que le grand-pensionnaire Rutger Jan Schimmelpenninck en fasse sa résidence principale en 1805. Louis Bonaparte, roi de Hollande l'année suivante, y réside jusqu'en 1807. Malgré la brièveté de son séjour, Louis a eu une grande influence sur la maison. Beaucoup des meubles qu'il y a introduit y sont toujours.

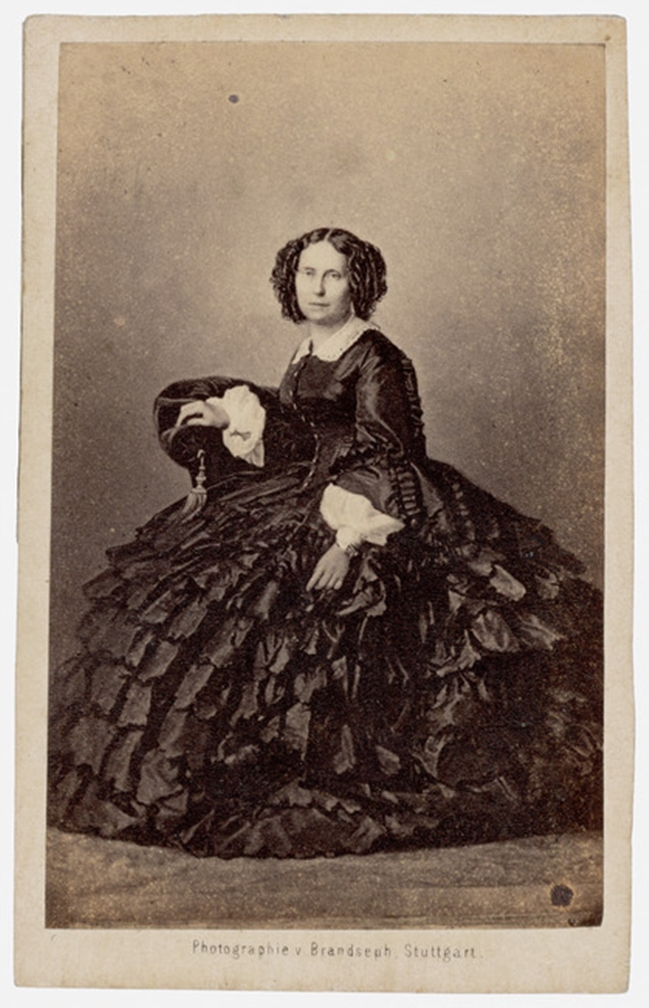
La reine Sophie vécut à Huis ten Bosch pendant plus de vingt ans.

Lorsque le fils de Guillaume V devient Guillaume Ier des Pays-Bas, le palais devient l'une de ses résidences officielles. La Huis ten Bosch est le palais préféré de nombreux membres de la famille royale. La reine Sophie s'y installe avec son fils cadet en 1855 et y meurt en 1877. La reine Wilhelmine en fait sa résidence principale pendant les guerres du XXe siècle. Lors de la Seconde Guerre mondiale, la reine s'exile en Grande-Bretagne et les Allemands envisagent de détruire le palais pour construire le système de défense de La Haye. Bien qu'ils aient changé d'avis, la Huis ten Bosch a été très endommagée par la guerre et des rénovations durent avoir lieu pendant plusieurs années pour rendre le palais habitable.
Restaurée, la Huis ten Bosch devient la résidence principale de la reine Béatrix de 1981 à 2013. Ses appartements privés se trouvent dans l'aile de Wassenaar. Le roi Willem-Alexander vit là-bas avec sa famille depuis le 13 janvier 2019.

### L'Oranjezaal

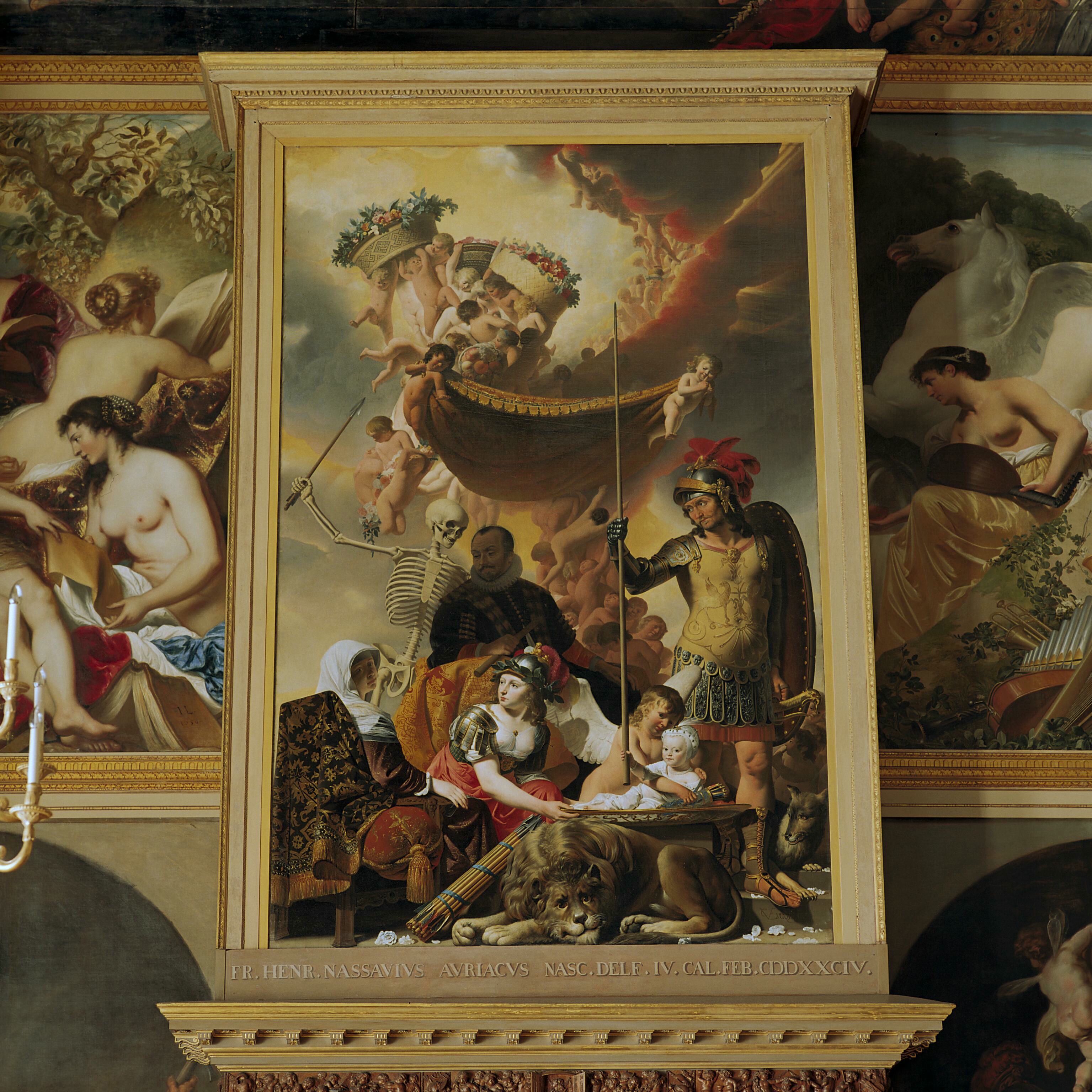
Peintures de lOranjezaal.

Les peintures de l'Oranjezaal (littéralement la « salle Orange »), la pièce principale de la Huis ten Bosch, ont été réalisées entre 1648 et 1651 par de nombreux peintres choisis par l'architecte Jacob van Campen. Ils sont considérés comme les peintres les plus importants de l'époque aux Pays-Bas. La décoration de cette salle est l'une des plus importantes du siècle d'or néerlandais et a, de ce fait, un grand intérêt artistique et historique pour les historiens. Parmi les peintres ayant participé aux réalisations des peintures, on peut citer Jacob van Campen lui-même, Theodoor van Thulden, César van Everdingen, Salomon de Bray, Thomas Willeboirts Bosschaert, Jan Lievens, Christiaen van Couwenbergh, Pieter Soutman, Gonzales Coques, Jacob Jordaens et Gerrit van Honthorst.

### Réplique au Japon
Une réplique de la Huis ten Bosch existe dans un parc homonyme à Nagasaki, au Japon. C'est un musée consacré aux artistes japonais et internationaux. Béatrix n'ayant pas autorisé la copie de l'intérieur, la réplique a été décorée par une équipe dirigée par l'artiste néerlandais Rob Scholte. Pour des raisons de sécurité, la répartition des pièces est également modifiée.
Pendant onze ans, une antenne de l'université de Leyde y était installée mais le projet a été interrompu pour des raisons de budget.

## Iconographie

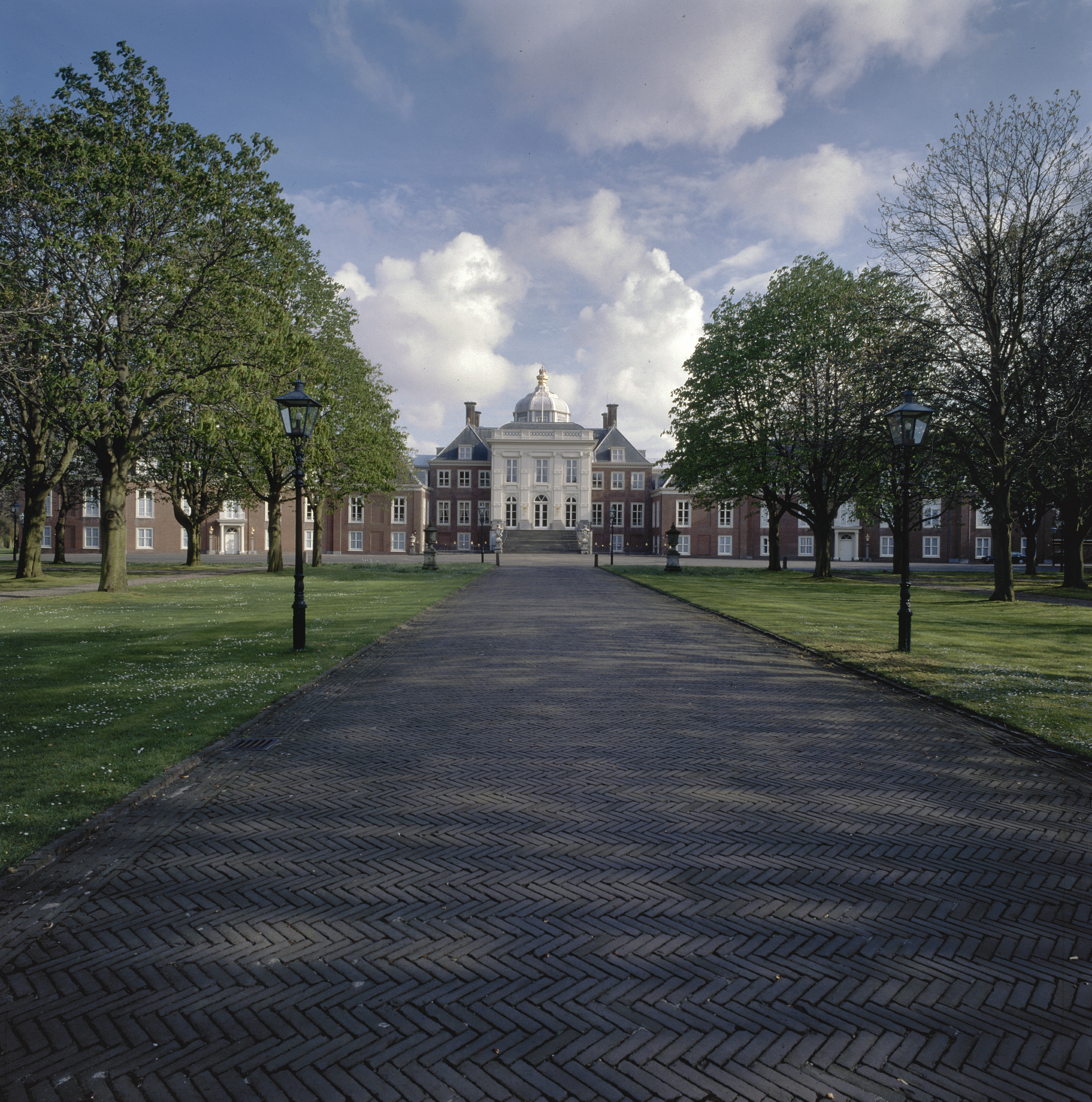
Vue de la Huis ten Bosch.

En plus des reproductions fournies par Wikimedia Commons, une huile de 26 x 37,2 cm peinte sur un panneau par Anthonie Jansz. van der Croos en 1667 le représente, partiellement caché par des arbres. Cette œuvre, au musée de l'Ermitage à Saint Pétersbourg avec pour numéro d'inventaire (ГЭ-3394), n'est pas exposée actuellement.